# Corpo d'amore
Corpo d'amore è un film del 1972 diretto da Fabio Carpi.

## Trama
Un uomo sessantenne si reca in vacanza insieme al figlio quattordicenne. La noia quotidiana viene interrotta quando un giorno i due trovano sulla spiaggia una donna sconosciuta priva di sensi che, una volta rinvenuta, si esprime parlando una lingua sconosciuta. I due iniziano ben presto ad essere attratti dalla donna e tutto sembra essere idilliaco fino a quando sulla scena non compare un giovane che conquista la donna parlando nella sua stessa lingua.

## Riconoscimenti
- 1973 - Grolla d'oro
  - Migliore regista esordiente a Fabio Carpi[1]
- 1974 - Nastro d'argento
  - Nomination Miglior regista esordiente a Fabio Carpi